# When Midnight Strikes!
When Midnight Strikes! è il primo album degli Stigma, pubblicato dalla Pivotal Rockordings L.L.C nel Marzo del 2008.

## Tracce
1. Walpurghis Night
2. I Am Dracula
3. Silver Bullets And Burning Crosses
4. To Be Really Dead… That Must Be Glorious
5. Flesh Ritual
6. Beneath The Crown Of Eternal Light
7. Blood, Your Precious Blood!
8. A Call For Vengeance
9. Walking The Fields Of Apocalypse
10. Sons Of Midnight
11. Epitaph Of Pain (Re-Mixed Bonus Track)

## Formazione
- Stefano "Vlad" Ghersi - voce
- Morgan Ferrua - chitarra
- Andrea Bailo - chitarra
- Flavio Magnaldi - basso
- Stefano Ghigliano - batteria